# Santa Cruz, Amixtlán
Santa Cruz är en ort i Mexiko.   Den ligger i kommunen Amixtlán och delstaten Puebla, i den sydöstra delen av landet, 150 km öster om huvudstaden Mexico City. Santa Cruz ligger 1 364 meter över havet och antalet invånare är 372.
Terrängen runt Santa Cruz är kuperad åt sydväst, men åt nordost är den bergig. Runt Santa Cruz är det ganska tätbefolkat, med 199 invånare per kvadratkilometer. Närmaste större samhälle är Zacatlán, 19,9 km sydväst om Santa Cruz. I omgivningarna runt Santa Cruz växer i huvudsak städsegrön lövskog.